# Samsaya
Sampda Sharma, född 3 november 1979 i Hamirpur, mer känd under sitt artistnamn Samsaya, är en indisk-norsk sångare. Hon är även skådespelare och har bland annat spelat i fyra norska filmer.

## Karriär
Samsaya släppte sitt debutalbum Shedding Skin år 2004. Efter en turné i Norge tog hon en paus ett par år. År 2007 tillbringade hon ett år i New York där hon spelade in singeln "Special Blend". År 2008 släppte hon singeln "Change" som var producerad av Andre Lindal och Geir Hvidsten. Låten nådde andra plats på den norska singellistan. Hennes singel "Dodge it" var med i filmen The Wrestler som nominerades för två Oscar. År 2009 släppte hon singeln "Money" producerad av Jarl Aanestad och Andre Lindal, samt singeln "ADHD (love me not)" producerad av Jarl Aanestad.

## Privatliv
Samsaya föddes i staden Hamirpur i norra Indien. Tillsammans med sin familj flyttade hon till Oslo i Norge när hon bara var elva månader gammal. När hon var ung spelade hon fotboll. När hon var 19 år gick hon med i sitt första band och fortsatte flera år med att skapa musik med andra lokala musiker. Som skådespelerska blev hon först känd för sin roll i den norska filmen Folk flest bor i Kina år 2002.

## Diskografi

### Album
- 2004 – Shedding Skin
- 2015 – Bombay Calling

### Singlar
- 2003 – "Feel What I Feel" (med Oslo Fluid)
- 2007 – "Special Blend"
- 2008 – "Dodge it"
- 2008 – "Change"
- 2009 – "Money"
- 2009 – "ADHD (love me not)"
- 2010 – "Good With the Bad"
- 2012 – "Breaking Bad"
- 2013 – "Stereotype"
- 2015 – "Beginning at the End"